# Leiotettix hastatus
Leiotettix hastatus är en insektsart som beskrevs av Rehn, J.A.G. 1907. Leiotettix hastatus ingår i släktet Leiotettix och familjen gräshoppor. Inga underarter finns listade i Catalogue of Life.